# TE3型柴油机车
TE3型柴油机车（俄语：ТЭ3）是苏联铁路的柴油机车车型之一，由位于乌克兰的哈尔科夫运输机械制造厂于1953年研制成功。TE3型机车为双节重联的干线货运柴油机车，采用2D100型二冲程柴油机、直—直流电传动。至1973年停产，馬雷舍夫工廠、科洛姆纳工厂、卢甘斯克机车制造厂共生产了6797台TE3型机车。此外，中国在TE3型机车的基础上，仿制出东风型柴油机车。

## 发展历史

### 研制
苏德战争结束后，哈尔科夫运输机械制造厂通过参考从美国引进的Da型柴油机车，于1947年成功研制了TE1型柴油机车，成为苏联铁路史上第一种投入大批量生产的柴油机车，后来又研制了双节重联的TE2型柴油机车，这两种机车均装用1000马力的D50型四冲程柴油机，机车性能可靠。然而随着苏联铁路运输的快速发展，TE1、TE2型柴油机车已经无法完全满足铁路运输的牵引需要，苏联铁路迫切需要一种功率更大、速度更高的客货运通用柴油机车。1947年5月，全苏铁道运输科学研究院已经提出了一种2000马力新型柴油机车的初步设计方案，并获得了苏联铁道部科学技术委员会的认可。
这种新型机车被定型为TE3型，采用双节重联结构，由两台完全相同的六轴机车连接而成，车组整备重量为126吨。由于单节机车功率需要提高到2000马力，为了简化柴油机结构、提高机车可靠性，决定在每节机车上装用一台2000马力的2D100型二冲程柴油机。因此，TE3型机车在柴油机重量方面占有相当大的优势，D50型柴油机的单位功率重量为17公斤/马力，而2D100型柴油机仅为8.25公斤/马力，因而能使TE3型机车的单位功率重量进一步降低到63公斤/马力（TE1、TE2型机车分别为120、81公斤/马力）。机车构造速度为90～100公里/小时，亦可以通过改变传动齿轮比提高到120公里/小时，作为客运机车使用。
1950年，哈尔科夫运输机械制造厂及哈尔科夫电机制造厂开始合作研制这种新型柴油机车，苏联运输工程部、苏联电力工业部、苏联交通部也参与协助研制。1952年3月13日，苏联铁道部科学技术委员会通过了对新型柴油机车的技术审查，同意按照哈尔科夫工厂的设计方案试制原型车。1953年底，哈尔科夫运输机械制造厂成功试制了首节TE3型机车（TE3-001），1954年初又试制了第二节机车（TE3-002）。

### 生产
完成试验后，哈尔科夫运输机械制造厂于1955年开始批量生产TE3型柴油机车。1956年，科洛姆纳工厂、伏罗希洛夫格勒内燃机车制造厂也按照相同的图纸开始批量生产TE3型柴油机车，哈尔科夫电机制造厂负责为各总组装厂提供机车电气设备。根据苏联铁道部的安排，哈尔科夫运输机械制造厂生产的机车号段为001～1000，科洛姆纳工厂号段为1001～2000，伏罗希洛夫格勒工厂号段为2001～。1950年代末起，TE3型柴油机车开始在苏联各地迅速普及，并成为苏联铁路史上产量最大的干线柴油机车车型之一，对苏联铁路牵引动力内燃化的快速过渡具有重要贡献。至1973年停产，三家工厂累计生产了6797台TE3型机车，其中哈尔科夫工厂生产了599台，科洛姆纳工厂生产了404台，伏罗希洛夫格勒工厂生产了5805台。

### 运用

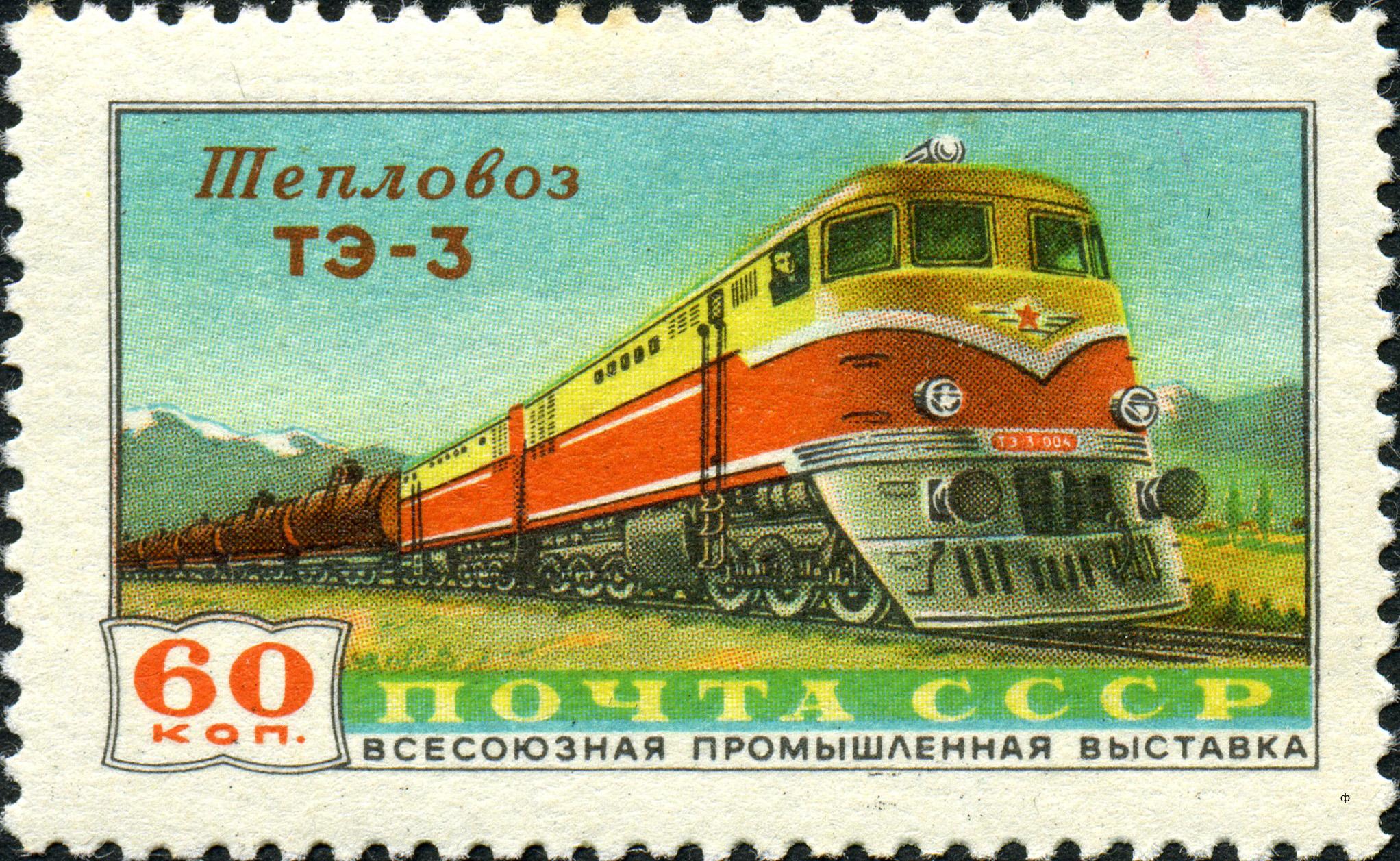
苏联邮票上的TE3型机车

哈尔科夫工厂生产的首批TE3型柴油机车，于1955年开始首先配属奥伦堡铁路局奥尔斯克机务段、鄂木斯克铁路局彼得巴甫洛夫斯克机务段投入运用。1956年，伏尔加铁路局勒季谢沃机务段成为第三个配属TE3型机车的机务段，首二台到达勒季谢沃机务段的机车分别为哈尔科夫工厂制造的TE3-021号机车和科洛姆纳工厂制造的TE3-1001号机车。同年，伏罗希洛夫格勒工厂生产的TE3-2001号机车配属乌克兰的罗达科沃机务段，许多由伏罗希洛夫格勒工厂生产的TE3型机车均投入外阿拉尔铁路使用。1957年至1958年，TE3型机车开始配属东南铁路局利斯基机务段、古比雪夫铁路局奔萨机务段。1960年，伏尔加铁路局阿特卡尔斯克机务段也开始配属TE3型机车，首台到达机车为TE3-1250号机车；1961年，伏尔加格勒机务段、高尔基铁路局拉纳格索夫机务段开始配属TE3型机车。
截至1976年1月，苏联铁路共有12,283节的TE3型机车。从1980年代起，TE3型机车开始陆续报废；但到了1990年代，在俄罗斯及其他独联体国家仍然有少数TE3型机车尚在运用。

## 技术特点

### 总体结构

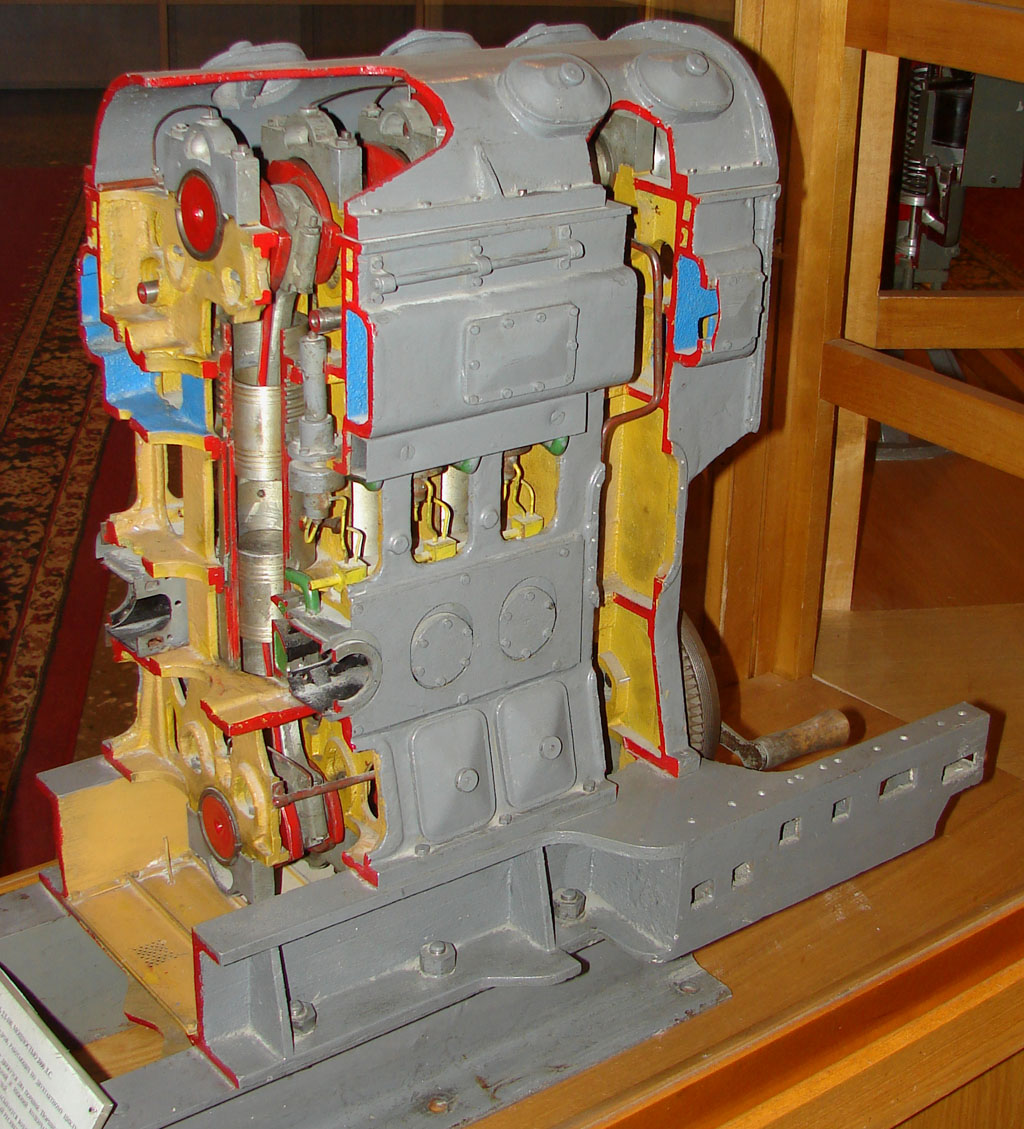
2D100型柴油机的剖面模型

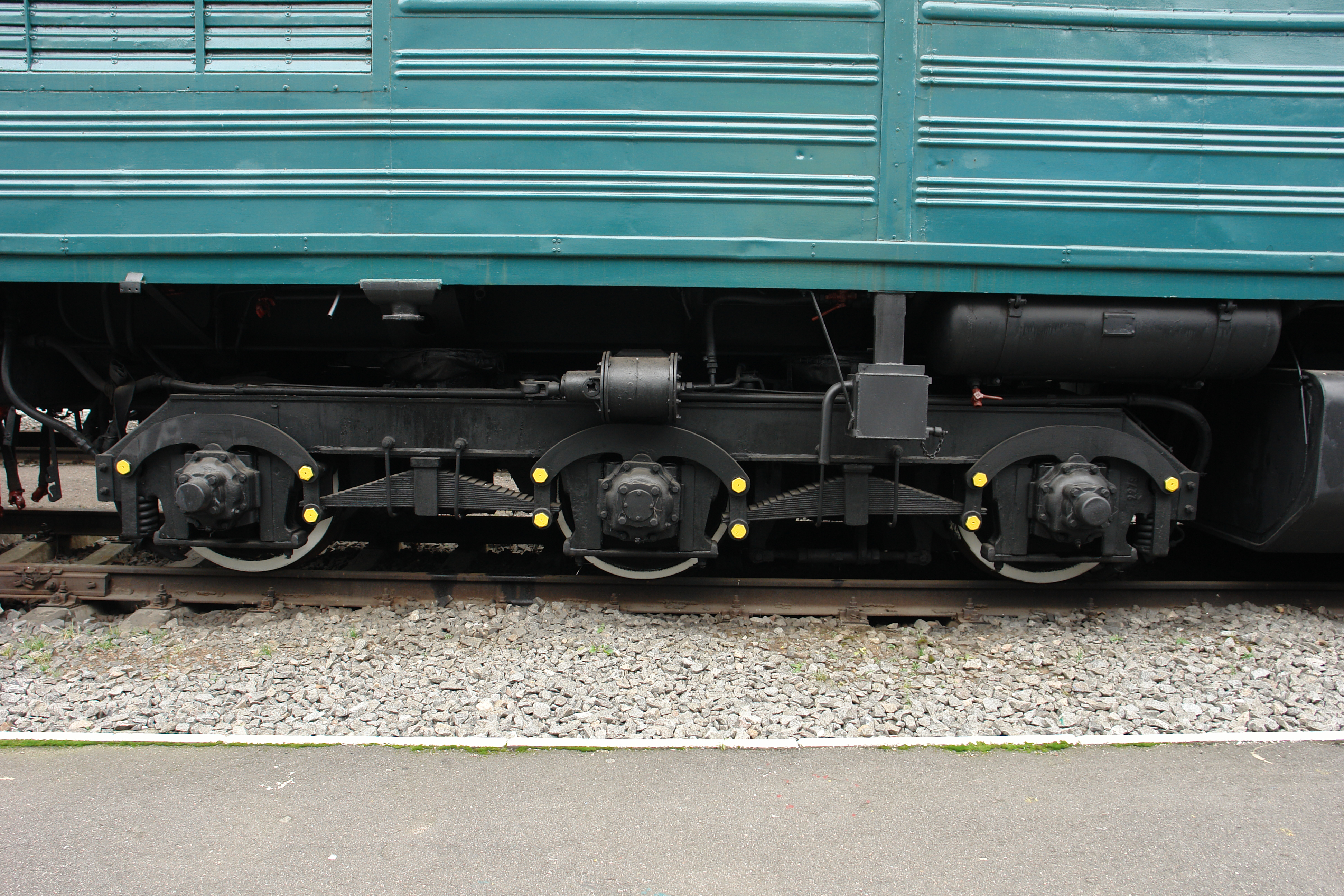
TE3型机车的三轴转向架

TE3型柴油机车是双节重联十二轴干线货运用柴油机车，由两节结构相同的六轴机车通过车钩连接而成，两车连接部分设有通过台折棚风挡，亦可以根据需要分解为两台机车独立运行。机车采用非承载式车体，车体各项载荷全部由底架承担，车体侧墙和顶盖不参与承载。机车采用单端司机室、双侧内走廊布置，车体从前至后分别为司机室、高压电气室、动力室、冷却室四个部分。底架和车体重量通过四点旁承由两台三轴转向架支承，各旁承均具有由斜面及滚子组成的复原机构，牵引力和制动力通过心盘传递。转向架采用铸钢件及钢板焊接结构，一系悬挂由螺旋弹簧、钢板弹簧、均衡梁等组成，每个轴箱设有两个圆柱滚子轴承。牵引电动机采用抱轴式半悬挂安装方式，通过单边直齿轮驱动轮对，牵引传动齿轮比为4.41（75：17）。基础制动装置为单侧踏面制动器。每节机车设置了一台КТ-6型三缸二级空气压缩机，输出风量为每小时5.3～5.7立方米，为制动系统、总风缸、汽笛、气动雨刷器等供应压缩空气。

### 柴油机
每节机车装用一台2Д100型柴油机，为二冲程、10气缸、非增压的立式柴油机，其原型为美国费尔班克斯-莫尔斯公司（Fairbanks-Morse）的38D8⅛″型船用柴油机，2Д100型柴油机具有对置式活塞，上、下两根曲轴通过垂直传动装置连结在一起，并由下曲轴输出功率，额定转速为每分钟850转，装车功率为2000马力。柴油机采用循环水冷却，机车后部的冷却室内布置着两个独立的离心式水泵冷却水系统，其中36个散热器单节用于冷却机油热交换器中的循环水，另外24个散热器单节用于冷却柴油机的的循环水。冷却室顶部设有一个大型轴流式风扇，用于冷却散热器单节。

### 传动系统
TE3型柴油机车采用直—直流电传动，柴油机直接驱动一台直流发电机，输出直流电并供给牵引电动机。牵引发电机为МПТ-99/47型他励直流发电机，额定功率为1350千瓦。牵引电动机为ЭДТ-200А型直流电动机，额定功率206千瓦，每台转向架上的三台牵引电机采用并联连接，然后分两组串联连接。机车采用КВ-16А-12型司机控制器，调速器设有16个工作位置对应于不同模式，控制柴油机转速由每分钟400转（0位）到最高每分钟1850转（16位）。

## 参看
- TE1型柴油机车
- TE2型柴油机车
- TE10型柴油机车
- 东风型柴油机车